# Fifty Shades of Grey: A XXX Adaptation
Fifty Shades of Grey: A XXX Adaptation ist eine US-amerikanische Porno-Adaption des Romans  Shades of Grey aus dem Jahr 2012.

## Handlung
Anastasia Steele ist eine Studentin, die bisher noch wenig Erfahrungen in der Liebe gemacht hat. Sie lernt den attraktiven und reichen Christian Grey kennen. Mit ihm erlebt sie besondere Leidenschaft und dunkle Begierden. Sie ist fasziniert, muss dann aber feststellen, dass Grey noch andere Seiten hat. Sie lässt sich auf Rollenspiele mit ihm ein.

## Wissenswertes
Universal Studios, welches eine Hollywood Verfilmung des Romans plante, hat, nachdem es im März 2012 für sein auf kleinere Produktionen ausgerichtetes Focus Feature-Studio die Filmverwertungsrechte an dem Buch für fünf Millionen US-Dollar erstanden hatte, die Produzenten (Smash Pictures) der Porno-Adaption verklagt. Die Klage der Fifty Shades Ltd. und Universal City Studios LLC ging am 27. November 2012 beim United States District Court for the Central District of California ein. In der Klageschrift wird argumentiert, dass es sich bei der Porno-Version nicht um eine Parodie handele. Der Klage hatte sich die Autorin der Bestseller-Reihe, E. L. James, angeschlossen. Es kam zu einer außergerichtlichen Einigung.
In Deutschland war die Porno-Version bereits Mitte November 2012 unter dem Titel Die 50 Gesichter des Mr. Grey - Dunkle Sehnsucht erschienen. Der deutsche Verleih, Sunfilm Entertainment bzw. Tiberius Film, nahm den Titel, der am 19. November 2012 auf DVD und Blu-ray erscheinen sollte, zwischenzeitlich wieder aus dem Sortiment.
Der Film war in der Kategorie Best Parody (Drama) für die XRCO Awards 2013 nominiert, konnte den Preis aber nicht gewinnen.